# Cathay Dragon
Cathay Dragon (港龍航空公司 Pinyin: Gǎnglóng, literalmente "Dragão de Hong Kong") foi uma companhia aérea com sede em Hong Kong, subsidiária da Cathay Pacific.
A empresa, antes Dragonair, mudou de nome em Janeiro de 2016 para ficar mais próxima da companhia-mãe, criando uma nomenclatura mais familiar para os clientes da marca. Encerrou as operações em 2020 devido a uma reorganização da empresa-mãe, motivadas pela pandemia de covid-19, que decidiu por fechar a subsidiária.
Operou linhas de passageiros cobrindo destinos na região da Ásia-Pacífico, incluindo a China, além de linhas cargueiras com destino à Europa, Oriente Médio, Japão, e China. Sua base localiza-se no Aeroporto Internacional de Hong Kong.

## Frota

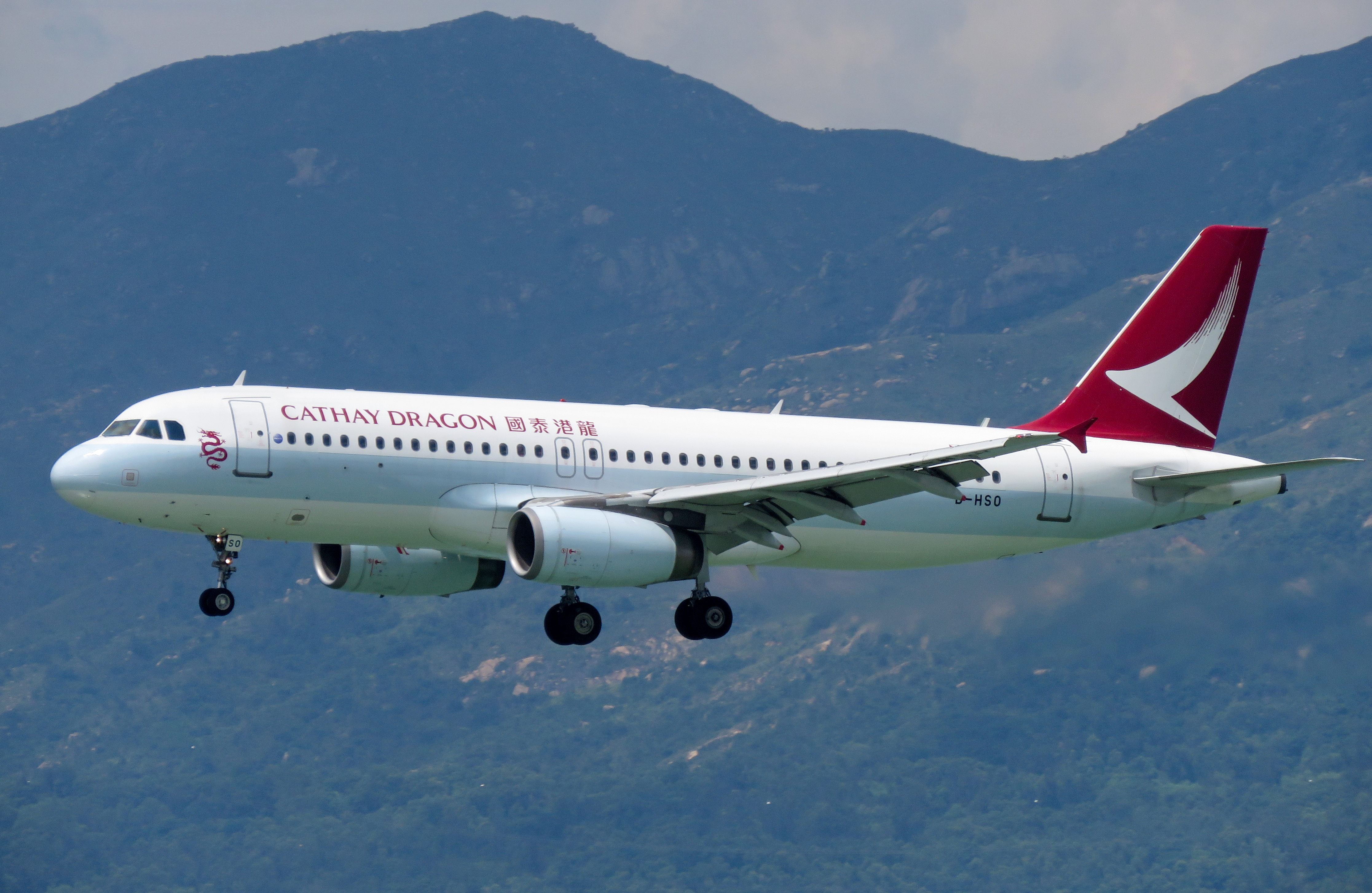
Airbus A320 da Cathay Dragon.

Em Dezembro de 2018:
- Airbus A320-200: 15
- Airbus A321-200: 8
- Airbus A330-300: 25